# 蔡明祖墓
蔡明祖墓，是位于中国福建省宁德市蕉城区金涵畲族乡上琼堂村的一个清代古墓葬，2013年10月入选蕉城区第七批文物保护单位。
墓主蔡明祖是清朝盐业当铺商人，道光年间被委任为福宁府盐务，墓葬建于清朝道光二十五年（1845年），坐东北向西南，由三合土、青石构筑，平面呈凤字形，占地面积200.72平方米。